# Cythereis fidicula
Cythereis fidicula är en kräftdjursart som först beskrevs av Brady och Robertson 1889.  Cythereis fidicula ingår i släktet Cythereis och familjen Trachyleberididae. Inga underarter finns listade i Catalogue of Life.